# Sebastián J. Carner
Sebastián José Carner y Tort (Capellades, 6 de enero de 1850-Barcelona, 15 de enero de 1935) fue un periodista y escritor español.

## Biografía
Habiendo recibido una sólida educación católica, a muy temprana edad se sintió inclinado a la apologética. Tras la revolución de 1868, se unió a los jóvenes que defendían en Barcelona la religión católica ante la campaña anticlerical.
Dedicado al periodismo católico, dirigió El Sentido Católico en las Ciencias Médicas. Durante la década de 1880 pasó a ser redactor jefe del diario carlista El Correo Catalán. Según Luis Carlos Viada y Lluch, en este periódico Carner tuvo especialmente a su cargo la sección de Dichos y Hechos, desde la que «aseteaba cuotidianamente a sus contrarios».
Fue nombrado presidente de la primera Asociación de periodistas de Barcelona, en la que figuraban Peris Mencheta, Andreu, Dalmases Gil, Junoy, Ferrando, Marcial Morano, F. Suárez Bravo, Claramunt y otros.
Cuando apareció en 1884 la revista católica La Hormiga de Oro, colaboró también con ella con artículos tanto doctrinales como amenos. En 1902, al morir su fundador y director, Luis María de Llauder, Carner se encargó de la dirección, puesto que mantuvo hasta marzo de 1921.
Desde entonces fue colaborador del Diario de Barcelona y El Correo Catalán y escribió también en el Almanaque de las Conferencias de San Vicente de Paúl. A principios del siglo XX colaboró asimismo en la revista Hispania.
Fue padre del afamado poeta Josep Carner, quien a su muerte escribió lapidariamente que su padre había conocido «el sereno ocaso de la vejez válida» después de «haber vivido buena parte de un siglo en la libertad extrema de no servir en todo sino a Dios».

## Obras
Escribió un Tratado de arte escénico (1890) que sirvió de texto en el Conservatorio del Liceo en tiempos de Juan Risso; y Luz y tinieblas (1909), obra apologética en que contestó a las objeciones, dudas o dificultades contra la fe católica.